# Borsa di Bruxelles

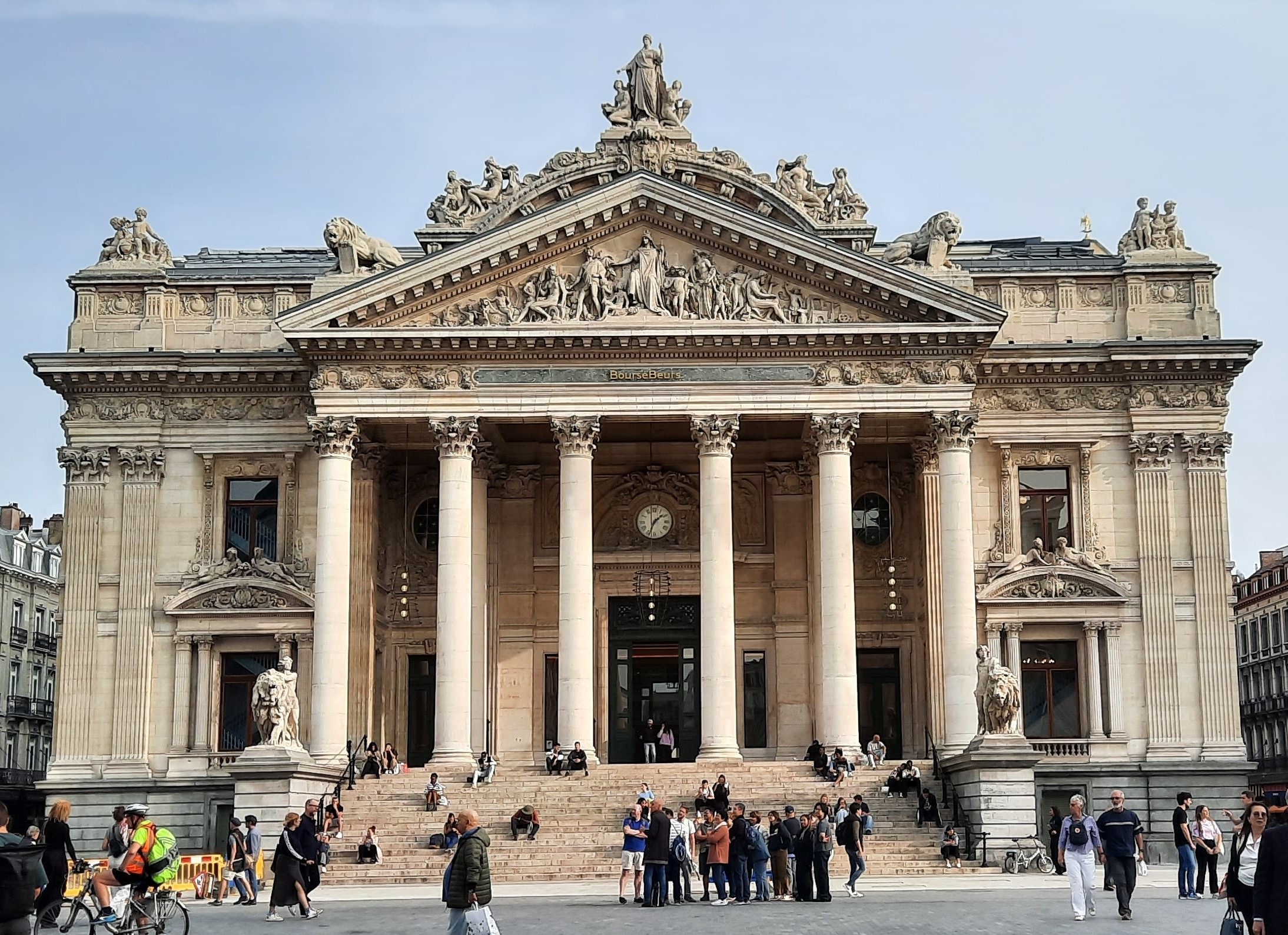
La sede della Borsa di Bruxelles

La Borsa di Bruxelles (in olandese Beurs van Brussel, in francese Bourse de Bruxelles), ribattezzata Euronext Bruxelles nel 2000, è una borsa valori con sede nel comune di Bruxelles ed è il principale mercato finanziario del Belgio.
L'indice principale è il BEL20.
Fondata per decreto nel 1801 da Napoleone, nel 2000, insieme alla Borsa di Parigi e alla Borsa di Amsterdam ha dato vita all'Euronext, una borsa paneuropea a struttura federativa. Nel 2007, Euronext a sua volta, dopo aver federato altri mercati europei, ha dato vita, assieme alla Borsa di New York al NYSE Euronext che nel 2012 è stata acquistata da IntercontinentalExchange.